# Brezova, Ivanjica
Brezova (izvirno srbsko Брезова) je naselje v Srbiji, ki upravno spada pod Občino Ivanjica; slednja pa je del Moraviškega upravnega okraja.

## Demografija
V naselju živi 474 polnoletnih prebivalcev, pri čemer je njihova povprečna starost 47,6 let (45,8 pri moških in 49,6 pri ženskah). Naselje ima 168 gospodinjstev, pri čemer je povprečno število članov na gospodinjstvo 3,28.
To naselje je, glede na rezultate popisa iz leta 2002, večinoma srbsko.
|  |

| Demografija | Demografija     | Demografija     |
| Leto        | Št. prebivalcev | Št. prebivalcev |
| ----------- | --------------- | --------------- |
|             |                 |                 |
|             |                 |                 |
|             |                 |                 |
|             |                 |                 |
| 1948        | 980             |                 |
| 1953        | 900             |                 |
| 1961        | 891             |                 |
| 1971        | 853             |                 |
| 1981        | 592             |                 |
| 1991        | 624             | 624             |
| 2002        | 551             | 551             |
|             |                 |                 |

| Etnična sestava po popisu iz leta 2002 | Etnična sestava po popisu iz leta 2002 | Etnična sestava po popisu iz leta 2002 | Etnična sestava po popisu iz leta 2002 | Etnična sestava po popisu iz leta 2002 |
| -------------------------------------- | -------------------------------------- | -------------------------------------- | -------------------------------------- | -------------------------------------- |
| Srbi                                   | Srbi                                   |                                        | 548                                    | 99,45%                                 |
| Neznano                                | Neznano                                |                                        | 3                                      | 0,54%                                  |